# Stromatella bermudana
Stromatella bermudana är en lavart som först beskrevs av Riddle, och fick sitt nu gällande namn av Henssen. Stromatella bermudana ingår i släktet Stromatella och familjen Lichinaceae.   Inga underarter finns listade i Catalogue of Life.